# 韓·蘇羅
韓·索羅（英語：Han Solo）是著名科幻电影《星球大战》中的主要人物之一。由哈里遜·福特及艾登·艾倫瑞克先後飾演。

## 人物

### 星際大戰外傳：韓．蘇洛
於2018年5月25日在美國上映的電影《星際大戰外傳：韓．蘇洛》，由艾登·艾倫瑞克飾演年輕的韓·索羅，而其他角色包含伍迪·哈里遜飾演的貝克特(Beckett)，艾蜜莉亞·克拉克飾演的綺拉(Qì ra)，唐納·葛洛佛飾演的藍道·卡利森(Lando Calrissian)，喬納斯·蘇歐塔摩(英語：Joonas Suotamo)飾演的丘巴卡，(Chewbacca)。
韓·蘇洛早年在柯雷利亞星與女友綺拉相戀並靠偷竊來維生，但在逃出柯雷利亞星時與綺拉失散，走投無路下加入銀河帝國並成為一名帝國風暴兵，心心念念想回去尋找綺拉。之後，韓遇見了丘巴卡，並在假冒帝國軍官的貝克特幫助下離開帝國陣營成為走私客，並從藍道·卡利森手中贏得千年鷹號，卻因一場機緣而捲入反抗軍同盟和銀河帝國的戰爭...

### 正傳三部曲
此時的韓·蘇洛與丘巴卡已經是惡名昭彰的走私客，一名「物質主義者」，雖有魯莽衝動的氣質，但卻機警靈敏，所以經常能化險為夷。然而，在一次極速走私（Kessel Run）中，被帝國軍截獲及強行登船，韓·索羅被迫拋棄船上的走私香料來避免被捕。因此令韓欠下犯罪頭子赫特人賈霸巨額債務，賈霸其後僱請賞金獵人對付韓，但韓僥倖逃脫。由於還債無望，他便破例接載路克·天行者、歐比王·肯諾比和兩名機器人前往奧德蘭，藉此逃避賈霸的追捕。結果，他不情願地介入了叛軍拯救莉亞公主的行動。隨後將他們安全送抵叛軍的秘密基地，而他亦拿到一筆奬賞準備離去。接近劇終時，他改變了主意並協助路克·天行者摧毀死星。結果他獲得漂亮的回報──與路克一起接受莉亞公主頒發的奧德朗自由勳章。
三年後反抗軍遷到冰雪行星霍斯，在與帝國的追擊戰中與莉亞公主相愛。後來，韓被達斯·維達俘虜而遭碳化冷凍，並由賞金獵人波巴·費特帶去給賈霸以領取賞金，後來路克等人前去救援。韓被救出後，他回歸反抗軍同盟，並與莉亞等人前去執行破壞二號死星防禦系統的任務。最後，死星和皇帝的毀滅使銀河獲得解放，而莉亞也與韓結婚。

### 原力覺醒
韓·蘇洛在原力覺醒中與莉亞育有一名名為「班」的兒子，班在投靠黑暗面後改名換姓為凱洛·忍。韓·蘇洛與丘巴卡在太空捕獲了被芬恩與芮用於逃亡的千年鷹號，重回崗位，隨後也加入了反抗勢力消滅裝有第一軍團超級武器的「弒星者基地」的行動，在行動中於基地內安裝炸藥時遇見兒子凱洛·忍，並試圖說服凱羅·忍重回光明面，但沒有成功，最後被凱羅親手以光劍刺穿死亡。

### 天行者的崛起
芮擊敗凱羅忍後，剛痛失母親的凱羅忍終於醒悟，轉向光明面並見到了韓．蘇洛的幻影，在凱羅忍丟出光劍後，韓．蘇洛的幻影也隨之消失。

## 外部連結
- Wookieepedia上的相关条目：Han Solo
- 互联网电影数据库上韓·蘇羅的资料
- Han Solo （页面存档备份，存于） at The World of Star Wars